# Gomorra - La serie (album)
Gomorra - La serie è un album in studio del gruppo musicale italiano Mokadelic, pubblicato il 29 luglio 2014. L'album contiene la colonna sonora dell'omonima serie televisiva.

## Descrizione
Registrato presso lo Studio Associato Controfase di Roma da Alessandro Bianchi con assistente di studio Jacopo Ferrara. Missato presso La Cùpa di Milano da Taketo Gohara. Inciso presso La Maestà di Milano da Giovanni Versari.
L'album è costituito da 16 tracce strumentali composte dai Mokadelic, mentre il brano aggiuntivo è Nuje vulimme 'na speranza del rapper Ntò feat Lucariello.

## Tracce
1. Dust Ring
2. Right to the Edge
3. Doomed to Live
4. Stoke the Baptism of Fire
5. Nothing to Be Gained
6. Kickback
7. Drug Crash
8. Black Patrol
9. Vacuum
10. Easy Father
11. We Will Vote
12. Showdown
13. Newlywed
14. Ray of Hope
15. Wild and Savage
16. Tragic Vodka
17. Nuje vulimme 'na speranza (Ntò feat. Lucariello)

## Formazione
- Alessio Mecozzi – chitarra, pianoforte, sintetizzatore
- Cristian Marras – basso, pianoforte, sintetizzatore
- Alberto Broccatelli – batteria
- Maurizio Mazzenga – chitarra, pianoforte, basso
- Luca Novelli – pianoforte, chitarra, sintetizzatore